# Districte d'Avenches

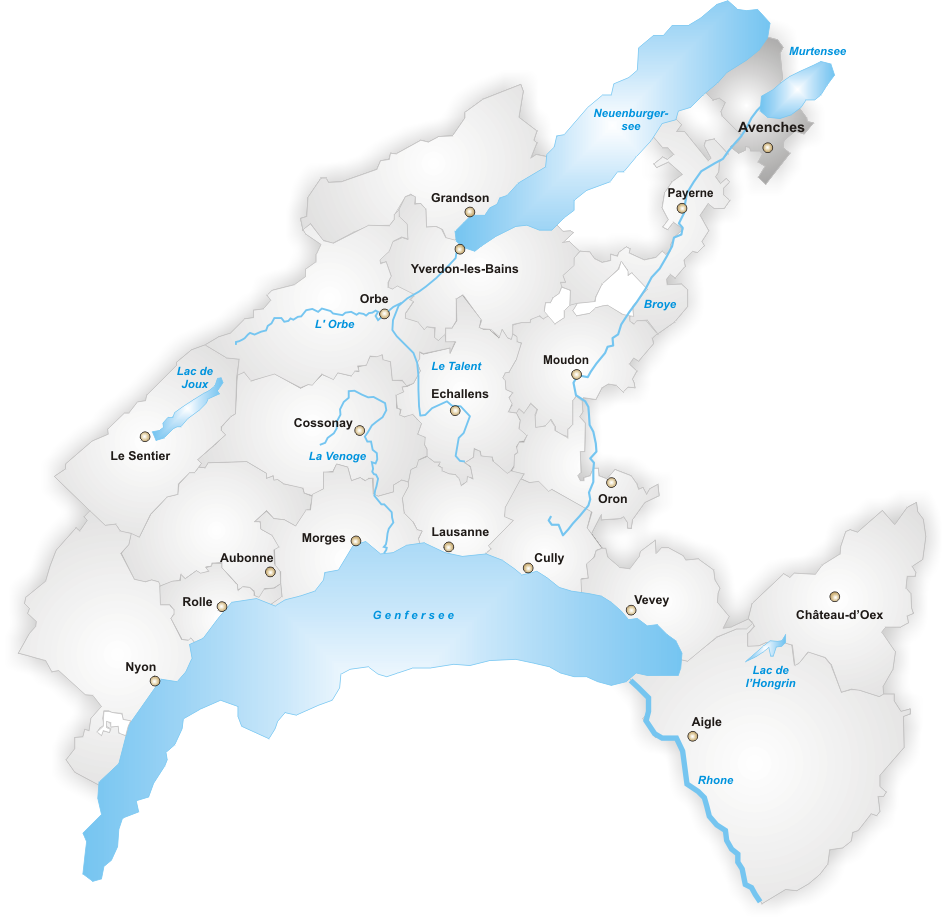
L'antic districte d'Avenches

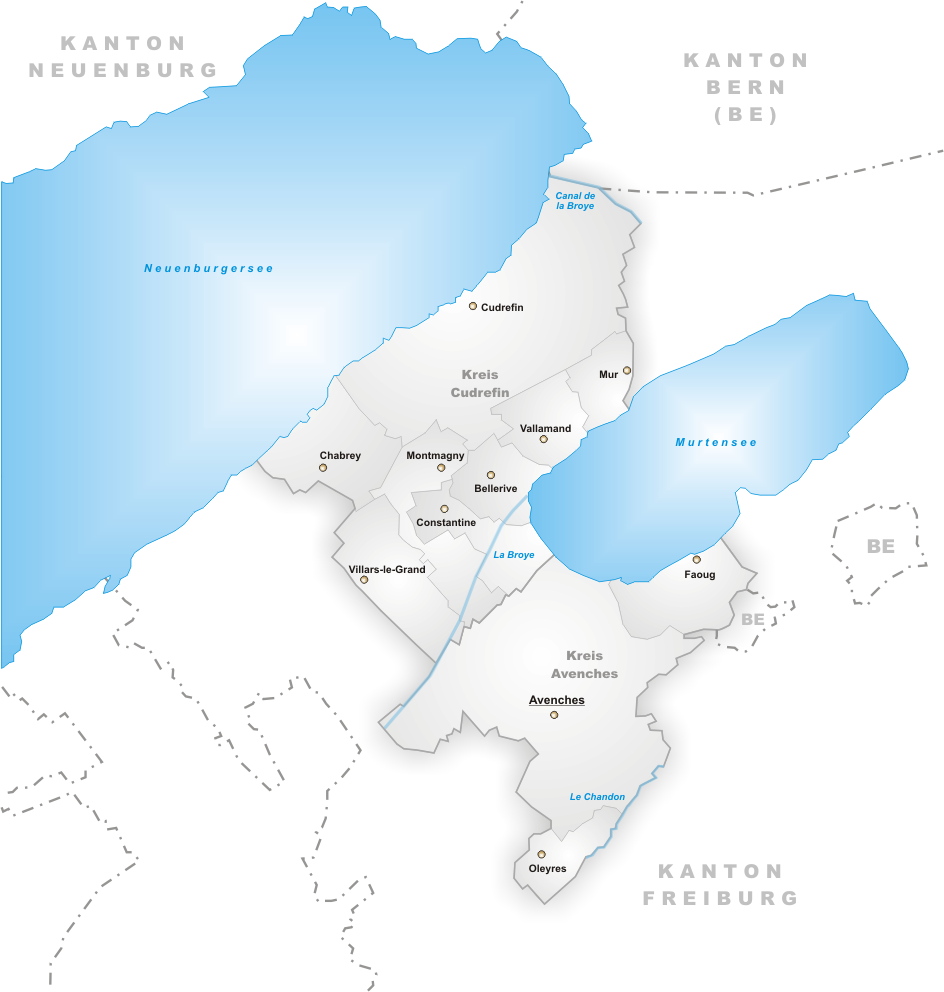
Municipis de l'antic districte d'Avenches

El districte d'Avenches és un dels antics 19 districtes del cantó suís de Vaud que va desaparèixer en la reforma del 2008. Els seus municipis es van incorporar al nou districte de Broye-Vully.

## Municipis
- Cercle d'Avenches
  - Avenches (fruit de la fusió dels municipis d'Avenches i Donatyre l'1 de juliol de 2006)
  - Faoug
  - Oleyres

- Cercle de Cudrefin
  - Bellerive
  - Chabrey
  - Constantine
  - Cudrefin (fruit de la fusió dels municipis de Cudrefin i Champmartin l'1 de gener 2002)
  - Montmagny
  - Mur
  - Vallamand
  - Villars-le-Grand